# Metateze likvid
Metateze (změna umístění) likvid byla fonetická změna slovanských jazyků, způsobená asi tendencí k progresivní sonoritě slabik. 
Souhlásky typu r a l (tzv. likvidy) ve slabikách se přeuspořádaly, zejména v kombinaci s jinými souhláskami.
Změna spočívala v odstranění praslovanských skupin *TorT, *TolT, *TerT, *TelT ve středu slova a skupin *orT, *olT na začátku slova (T znamená jakoukoliv souhlásku). 
Zřejmě se konala v období, kdy praslovanština už nebyla jedním celkem, ale byla rozdělena na dialekty, protože měla čtyři různé výsledky v různých skupinách slovanských jazyků (jeden v jihoslovanských jazycích a československé skupině, druhý ve východoslovanských jazycích, třetí v polštině a lužičtině, čtvrtý v kašubštině a polabštině). 
Například praslovanské melko se v češtině změnilo na mléko.
Další příklady: 
- TorT: gordъ> hrad česky

- TolT: golva > hlava česky

- TerT: berza > bříza česky

- TelT: pelva > plev(el) česky

- őrT: ormo > rámě/rameno česky

- őlT: olkomъ> lakomý česky

- ȍrT: orstъ> (vz)růst česky

- ȍlT: oldi > loď česky

Proběhla někdy mezi 8. až 9. stoletím n. l., o konkrétní časové období se však vedou spory.